# ライヴ・アット・ザ・ロキシー・シアター
『ライヴ・アット・ザ・ロキシー・シアター』（Live at the Roxy Theatre）は、アメリカ合衆国のミュージシャン、ブライアン・ウィルソンが2000年に録音・発表した、ソロ名義では初のライブ・アルバム。

## 解説
ワンダーミンツのメンバーを含む10人編成のバック・バンドを従えて演奏された。
「ファースト・タイム」は1983年頃に作られた曲だが、本作が初出となった。「ディス・イズント・ラヴ」は、ウィンダム・ヒル・レコードから発売されたコンピレーション・アルバム『Songs Without Words』（1997年）に提供されたインストゥルメンタル・ヴァージョンが初出である。また、「ブライアン・ウィルソン」はベアネイキッド・レディースが1992年のデビュー・アルバム『ゴードン』で発表した曲のカヴァーで、タイトル通りウィルソンに捧げられている。
本作は2000年6月にウィルソンの公式サイトを通じて通信販売が開始され、その後Oglio Recordsから一般発売された。また、ビクターエンタテインメントから2002年2月20日に発売された日本盤CDには、ボーナス・トラックが6曲追加された。
William Ruhlmannはオールミュージックにおいて5点満点中4点を付け「ウィルソンは『ライヴ・アット・ザ・ロキシー・シアター』で、強力なバンドと熱烈な聴衆を従えて、57歳になっても良い声（ファルセットでさえ健在である）を披露し、彼のキャリアにおける幾つかの最高傑作を演奏している。ウィルソンの仕事の良き入り口になると共に、長年のファンを満足させるキャリアの要約でもある」と評している。

## 収録曲
特記なき楽曲はブライアン・ウィルソンとマイク・ラヴの共作。ディスク1及びディスク2の1曲目はイントロダクションで、ボーナス・トラックの「インタビュー」は、楽曲でなくウィルソンのインタビューである。

### ディスク1
1. リトル・ガール・イントロ - "Little Girl Intro" - 0:59
2. リトル・ガール - "The Little Girl I Once Knew" (Brian Wilson) - 3:24
3. ディス・ホール・ワールド - "This Whole World" (B. Wilson) - 1:51
4. ドント・ウォリー・ベイビー - "Don't Worry Baby" (B. Wilson, Roger Christian) - 3:27
5. キス・ミー・ベイビー - "Kiss Me Baby" - 3:12
6. ドゥ・イット・アゲイン - "Do It Again" - 3:25
7. カリフォルニア・ガールズ - "California Girls" - 4:06
8. アイ・ゲット・アラウンド - "I Get Around" - 2:35
9. バック・ホーム - "Back Home" (B. Wilson) - 4:33
10. イン・マイ・ルーム - "In My Room" (B. Wilson, Gary Usher) - 2:48
11. サーファー・ガール - "Surfer Girl" (B. Wilson) - 3:02
12. ファースト・タイム - "The First Time" (B. Wilson) - 3:55
13. ディス・イズント・ラヴ - "This Isn't Love" (B. Wilson, Tony Asher) - 3:55
14. アド・サム・ミュージック・トゥ・ユア・デイ - "Add Some Music to Your Day" (B. Wilson, Mike Love, Joe Knott) - 4:10
15. プリーズ・レット・ミー・ワンダー - "Please Let Me Wonder" - 3:29

### ディスク2
1. バンド・イントロ - "Band Intro" - 1:29
2. ブライアン・ウィルソン（英語版） - "Brian Wilson" (Steven Page) - 0:55
3. ティル・アイ・ダイ - "Til I Die" (B. Wilson) - 3:57
4. ダーリン - "Darlin'" - 2:50
5. レッツ・ゴー・アウェイ - "Let's Go Away for Awhile" (B. Wilson) - 2:54
6. ペット・サウンズ - "Pet Sounds" (B. Wilson) - 4:27
7. 神のみぞ知る - "God Only Knows" (B. Wilson, T. Asher) - 3:25
8. レイ・ダウン・バーデン - "Lay Down Burden" (B. Wilson, Joe Thomas) - 3:28
9. ビー・マイ・ベイビー - "Be My Baby" (Ellie Greenwich, Phil Spector, Jeff Barry) - 4:11
10. グッド・ヴァイブレーション - "Good Vibrations" - 6:01
11. キャロライン・ノー - "Caroline, No" (B. Wilson, T. Asher) - 5:00
12. オール・サマー・ロング - "All Summer Long" - 3:11
13. ラヴ&マーシー - "Love and Mercy" (B. Wilson) - 3:52

#### 日本盤ボーナス・トラック
Oglio Recordsから2001年に発売されたアメリカ一般流通盤には14. 15. 19.、サンクチュアリ・レコードから2002年に発売されたイギリス盤には14. 15. 16. 17. 19.が収録された。
1. スループ・ジョン・B - "Sloop John B" (Traditional) - 3:34
2. バーバラ・アン - "Barbara Ann" (Fred Fassert) - 2:35
3. 素敵じゃないか - "Wouldn't It Be Nice" (B. Wilson, T. Asher, M. Love) - 2:45
4. ヘルプ・ミー・ロンダ - "Help Me, Rhonda" - 3:45
5. ファン・ファン・ファン - "Fun Fun Fun" - 3:54
6. インタビュー - "Interview" - 4:22

## 参加ミュージシャン
- ブライアン・ウィルソン - ボーカル、キーボード
- ジェフリー・フォスケット - バックグラウンド・ボーカル、ギター、パーカッション
- ニック・ワルスコ - バックグラウンド・ボーカル、ギター
- マイク・ダミコ - バックグラウンド・ボーカル、ギター、パーカッション
- プロビン・グレゴリー - バックグラウンド・ボーカル、ギター、フレンチホルン、トランペット、テルミン
- ダリアン・サハナジャ - バックグラウンド・ボーカル、キーボード、ヴィブラフォン
- スコット・ベネット - バックグラウンド・ボーカル、キーボード、ヴィブラフォン、パーカッション
- ポール・フォン・マーテンス - サックス、フルート、ピッコロ
- ボブ・リジック - ベース
- ジム・ハインズ – バックグラウンド・ボーカル、ドラムス
- テイラー・ミルズ - バックグラウンド・ボーカル、パーカッション